# NGC 2231
NGC 2231 ist ein Kugelsternhaufen im Sternbild Dorado in der Großen Magellanschen Wolke.
Das Objekt wurde am 23. Dezember 1834 von John Herschel entdeckt.